# كهف تيشوفر
كهف تيشوفر (بالألمانية: Tischofer Höhle) هو كهف في وادي كايزرتال في جبال كايزرجبيرج في النمسا. كان مكانًا محليًا مهمًا للتجمع ومخبأً للأسلحة خلال تمرد تيرول في الحروب النابليونية.

## وصلات خارجية
- Article from Hofmann: Wege im Inntal with comprehensive description باللغة الألمانية
- Die Tischofer Höhle im Kaisertal bei Kufstein at www.tirol-infos.at. باللغة الألمانية
- Tischofer Höhle im Kaisertal at www.kaisergebirge-online.de. باللغة الألمانية